# Dourado (cor)
Dourado é uma cor terciária, que origina-se da mistura de aproximadamente 20% de magenta, 60% de amarelo e 20% de preto. Na maioria das vezes, é utilizada para representar o metal ouro, que dá origem ao nome desta cor.

## Simbologia
A cor dourado está associada ao Sol, à abundância e ao poder. Também está relacionada com os grandes ideais, a sabedoria e os conhecimentos.
Há quem acredite que a cor dourada revitaliza a mente, as energias e afasta coisas ruins, como a depressão e o medo, além da capacidade de equilibrar os pensamentos. Está relacionado ao signo de Leão, o quinto do zodíaco.

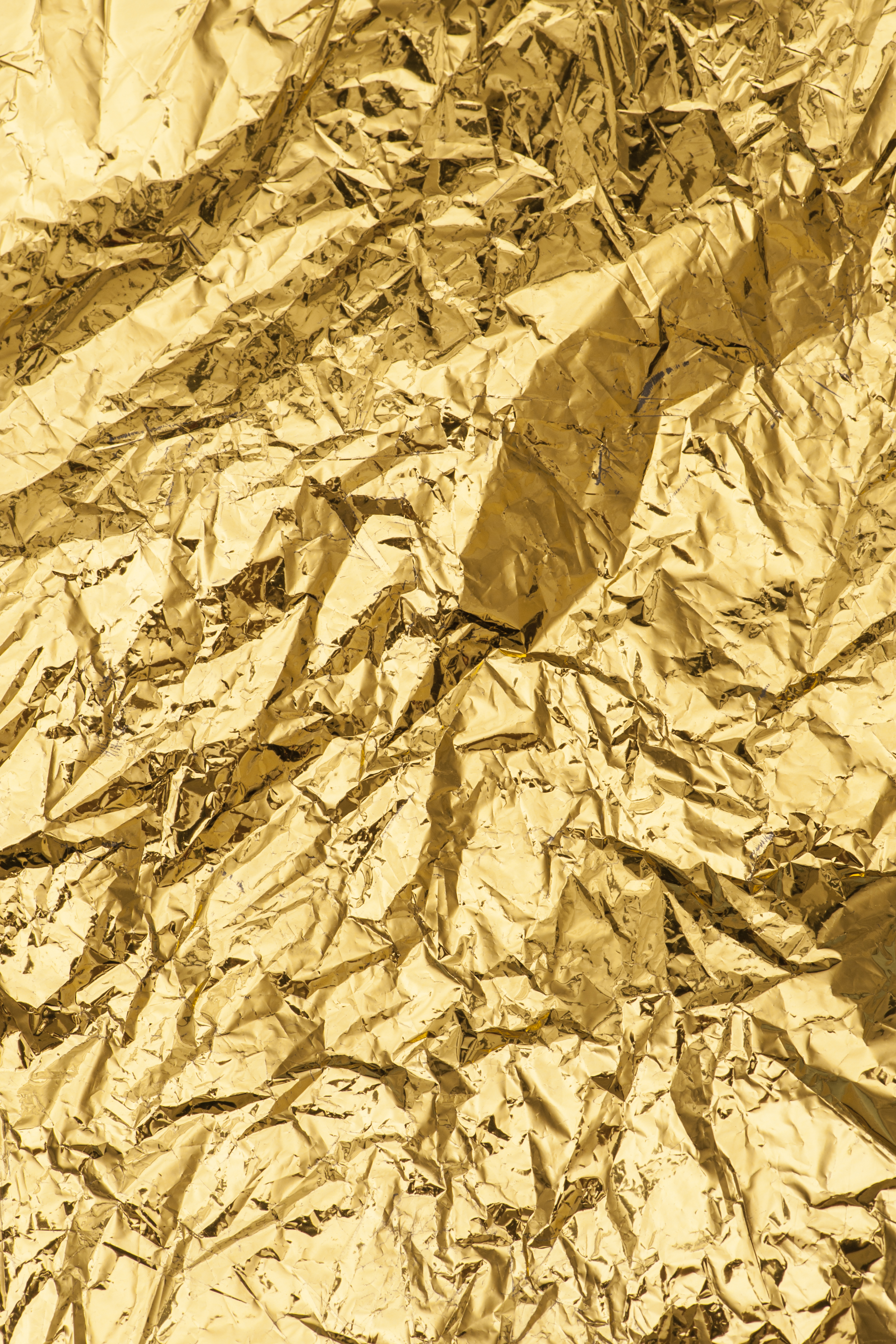
Textura metálica dourada.

A rosa dourada, usada pelos alquimistas, seria a união da rosa — a totalidade da psique — com a cor dourada, símbolo de acesso ao coração de um ser.